# Municipio de Joliet (Nebraska)
El municipio de Joliet (en inglés: Joliet Township) es un municipio ubicado en el condado de Platte en el estado estadounidense de Nebraska. En el año 2010 tenía una población de 140 habitantes y una densidad poblacional de 1,5 personas por km².

## Geografía
El municipio de Joliet se encuentra ubicado en las coordenadas 41°37′4″N 97°38′56″O / 41.61778, -97.64889. Según la Oficina del Censo de los Estados Unidos, el municipio tiene una superficie total de 93.17 km², de la cual 93,13 km² corresponden a tierra firme y (0,05 %) 0,04 km² es agua.

## Demografía
Según el censo de 2010, había 140 personas residiendo en el municipio de Joliet. La densidad de población era de 1,5 hab./km². De los 140 habitantes, el municipio de Joliet estaba compuesto por el 95,71 % blancos, el 4,29 % eran de otras razas. Del total de la población el 4,29 % eran hispanos o latinos de cualquier raza.